# Stefan Jellinek
Stefan Jellinek (ur. 29 maja 1871 w Prerau, zm. 2 września 1968 w Edynburgu) – austriacki lekarz. 
Syn Hermanna Jellinka i Julii z domu Cohn. Studiował medycynę na Uniwersytecie Wiedeńskim od 1892 do 1898. Od grudnia 1898 do kwietnia 1899 asystent w klinice Senatora w Berlinie. W latach 1900–1903 aspirant w III Klinice w Wiedniu, od 1903 sekundariusz w Klinice Dermatologicznej. W grudniu 1908 habilitował się w medycynie wewnętrznej. Od 1910 asystent w Instytucie Elektropatologicznym. 14 maja 1929 został profesorem nadzwyczajnym elektropatologii na Uniwersytecie Wiedeńskim. W 1938 z powodu żydowskiego pochodzenia stracił posadę, emigrował wtedy do Wielkiej Brytanii. Wykładał w Queen's College. 